# Shinobu Yaguchi
Shinobu Yaguchi (矢口 史靖, Yaguchi Shinobu), né le 30 mai 1967 à Isehara, est un réalisateur et scénariste japonais.

## Biographie
Une caractéristique récurrente de ses films est de mettre en scène des personnages passant du stade de « minable à héros » : on y voit des personnes s'engager dans une activité peu commune, rencontrer des difficultés, pour parvenir finalement à s'en sortir.
En 2001, son film Waterboys obtient un grand succès, une adaptation télévisée du film est diffusée jusqu'en 2005 (3 saisons).
Le prix de la meilleure mise en scène lui est décerné en 2005 aux Japan Academy Prize et au festival du film de Yokohama pour son film Swing Girls.

## Filmographie sélective
- 1997 : Himitsu no hanazono (ひみつの花園?)
- 2001 : Waterboys (ウォーターボーイズ, Wōtā bōizu?)
- 2004 : Swing Girls (スウィングガールズ, Suwingu gāruzu?)
- 2008 : Happy Flight (ハッピーフライト, Happī furaito?)
- 2012 : Robo-G (ロボジー, Robo ji?)
- 2014 : Wood Job! (WOOD JOB! 〜神去なあなあ日常〜, Wood Job!: Kamusari nānā nichijō?)
- 2016 : Survival Family (サバイバルファミリー, Sabaibaru famirī?)
- 2019 : Dance with Me (ダンスウィズミー, Dansu wizu mī?)
- 2025 : Dollhouse

## Distinctions

### Récompenses
- 1994 : Japanese Professional Movie Award du meilleur nouveau réalisateur pour Himitsu no hanazono[3]
- 2005 : prix du meilleur scénario pour Swing Girls aux Japan Academy Prize[2]
- 2005 : prix du meilleur scénario pour Swing Girls au festival du film de Yokohama

### Nominations et sélections
- 2002 : prix du meilleur réalisateur et du meilleur scénario pour Waterboys aux Japan Academy Prize[4]
- 2005 : prix du meilleur réalisateur pour Swing Girls aux Japan Academy Prize[2]
- 2012 : en compétition pour le prix du meilleur film avec Robo-G au festival international du film de Catalogne[5]
- 2020 : en compétition pour le prix du meilleur film avec Dance with Me au Festival international du film fantastique de Neuchâtel
- 2025 : en compétition pour le prix du meilleur film asiatique avec Dollhouse au Festival international du film fantastique de Neuchâtel